# Martha Patricia Patiño Fierro
Martha Patricia Patiño Fierro (Ciudad Obregón, Sonora, 9 de abril de 1960) académica y funcionaria, que fue la primera mujer nombrada como Rectora de la Universidad Estatal de Sonora el 4 de julio de 2024. Fue diputada local en la LVII Legislatura por el Estado de Sonora 2003 - 2006 por el partido PRD.

## Trayectoria
El 12 de noviembre del 2021 tomó protesta como la Directora General del Instituto Tecnológico Superior de Cajeme, puesto al que renunció el 3 de julio de 2024. 
Desde el 14 de agosto del 2023 es coordinadora del Colegiado Estatal de Vinculación, Consulta y Participación Social del Estado de Sonora, Órgano Auxiliar de la Comisión Estatal para la Planeación de la Educación Superior (COEPES Sonora), instancia para la deliberación, consulta y concertación con las comunidades académicas de las instituciones de educación superior, las comunidades y organizaciones sociales, así como los sectores productivos, público, social y privado.

### Política y la administración pública
Fue diputada local en la LVII Legislatura por el Estado de Sonora 2003 - 2006 por el partido PRD.
Durante su participación en el Gobierno de la Ciudad de México de diciembre del 2006 a marzo del 2012, ocupó los cargos de Directora General de Igualdad y Diversidad Social en la Secretaría de Desarrollo Social, del 2006 al 2009; Directora Ejecutiva de Apoyo a la Niñez en el Sistema para el Desarrollo Integral de la Familia, del 2009 al 2010; y Directora del Sistema para el Desarrollo Integral de la Familia del Gobierno de la Ciudad de México, del 2010 al 2012. 
Elaboró un cuaderno de investigación titulado "Elementos conceptuales básicos para un debate informado y actualizado sobre la igualdad de género",  y publicó una revista digital titulada "Hacia un Balance de la Reforma Constitucional en paridad de Género, Grandes Temas Nacionales"..

## Publicaciones y reconocimientos
- Medalla Belisario Domínguez, Publicación en el cuaderno de investigación del Instituto Belisario Domínguez (2018).
- Elementos conceptuales básicos para un debate informado y actualizado sobre la igualdad de género.[16] (2019).
- Los retos del nuevo gobierno en materia educativa, publicación en Revista Pluralidad y Consenso del Instituto Belisario Domínguez, No. 38 (2018).
- Hacia la igualdad sustantiva, publicación en Revista Pluralidad y Consenso del Instituto Belisario Domínguez, No. 39 (2019).